# Slobodan Janković
Slobodan "Boban" Janković (Lučani, 15 de diciembre de 1963-Rodas, 29 de junio de 2006) fue un jugador de baloncesto serbio. Con dos metros de estatura, ocupaba la posición de alero. Fue el padre del  también jugador de baloncesto Vladimir Janković.
Su carrera acabó el 28 de abril de 1993 en un partido de semifinales de la liga griega Panionios BC-Panathinaikos B. C.. En el tramo final del partido, una canasta suya fue anulada por los árbitros al señalar falta en ataque del jugador serbio sobre Fragiskos Alvertis. Era la quinta y suponía su eliminación del encuentro. Janković se disgustó notablemente por la decisión arbitral. Tras la protesta a los árbitros, se propinó un cabezazo de forma impulsiva contra el soporte de la canasta que carecía de elementos de protección. El golpe derrumbó al jugador, que cayó al suelo de inmediato. Como consecuencia sufrió una grave lesión de médula espinal que le dejó parapléjico y le obligó a poner fin a su carrera.

## Últimos años y muerte

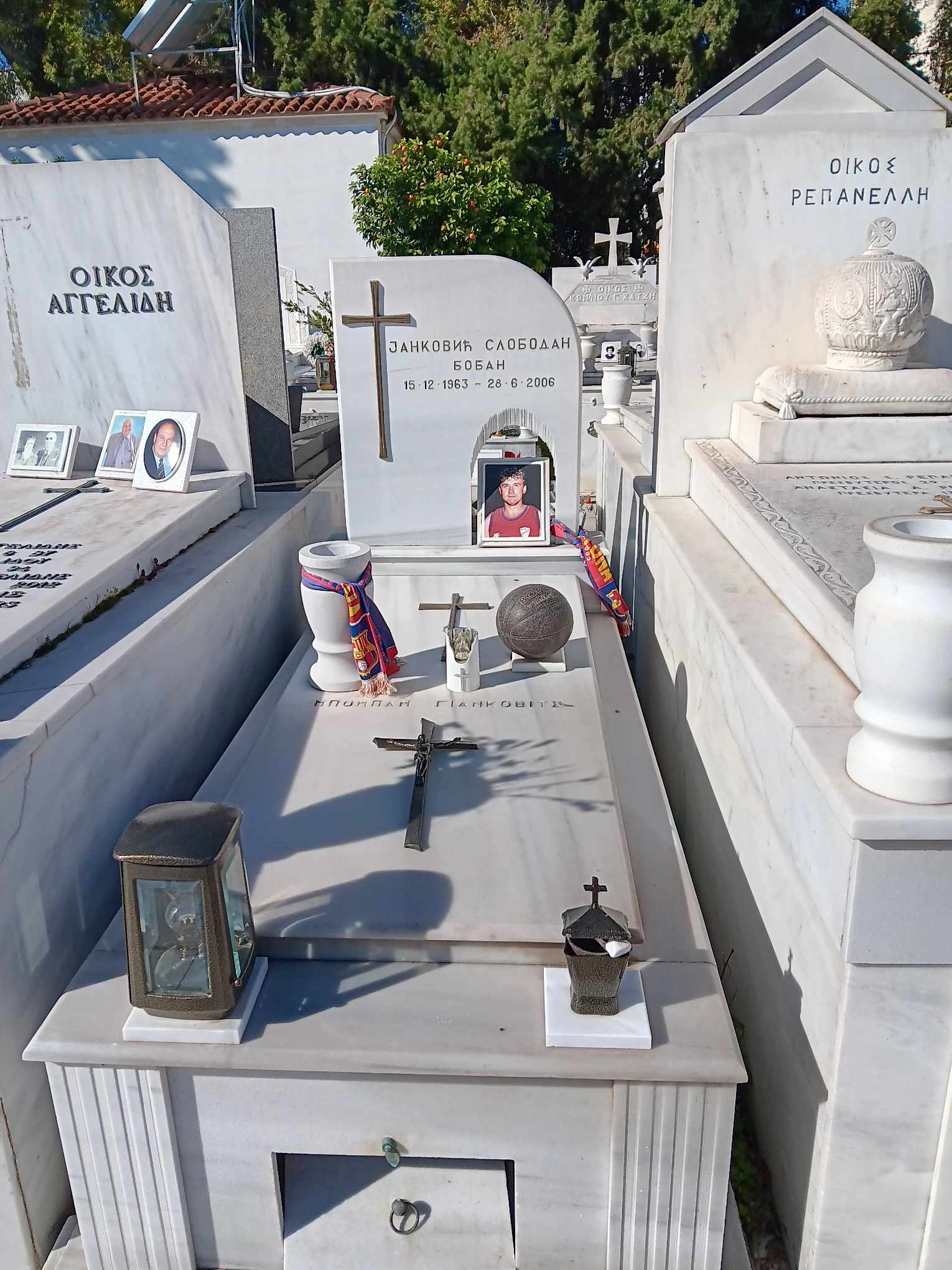
Lápida de "Boban" Janković en el cementerio Smyrni de Atenas en 2024

Janković usó silla de ruedas durante los últimos trece años de su vida, y el consiguiente aumento de peso repercutió negativamente en su salud. Janković falleció finalmente de insuficiencia cardíaca a los 42 años el 28 de junio de 2006, durante un crucero de vacaciones en la isla griega de Rodas.

## Clubes
- 1983-1992 Estrella Roja de Belgrado
- 1992-1993 Panionios BC